# Церковь Успения Пресвятой Богородицы (Алешково)
Церковь Успения Пресвятой Богородицы (Успенская церковь) — церковь Подольской епархии Русской православной церкви в деревне Алешково в городском округе Ступино Московской области.
Является объектом культурного наследия федерального значения (ранее памятником истории и культуры республиканского значения) (Постановление Совета Министров РСФСР от 04.12.1974 г. № 624).

## История
Кирпичная церковь Успения Пресвятой Богородицы села Алешково стала составной частью усадьбы Алешково, когда она принадлежала помещице Прасковьи Ивановне Новиковой. До кирпичной церкви в усадьбе была деревянная церковь.
Новая каменная трёхъпрестольная церковь была выстроена в стиле классицизма: однокупольный храм с боковыми приделами и переходом, соединённым с трёхъярусной колокольней. Строительство храма началось в 1813 году и было окончено в 1819 году.
До его сооружения приходским храмом в округе была деревянная Николаевская церковь соседнего села Обухово, которая обветшала и разобрана; вместо неё приходским стал Успенский храм в Алешково. Причт Никольской церкви тоже был переведён в новую церковь. В приходе Успенской церкви кроме самого села Алешково состояли сёла Реброво и Обухово, а также деревни Речицы и Хохлово.
Интересно, что последний владелец усадьбы — фабрикант Михаил Фёдорович Щербаков был музыкально образованным человеком, окончив Московскую консерваторию он получил сразу две специальности — дирижёра и регента хоровых групп. Он создал при Успенском храме церковный хор, который репетировал в его доме. Храм в усадьбе Алешково пережил Октябрьскую революцию и после неё Михаил Фёдорович передал все права на свои владения, в том числе и на усадьбу Алешково, новой власти. Успенский храм был закрыт в 1930-х годах, во времена советского гонения на церковь. Многие десятилетия находился в заброшенном состоянии, разрушаясь; и только в 1996 году, после распада СССР, в очень плохом состоянии возвращён верующим. Долго проводившийся ремонт здания храма окончился к началу 2020-х годов.
Настоятелем храма является протоиерей Михаил Юрьевич Редкин.